# 王叔和

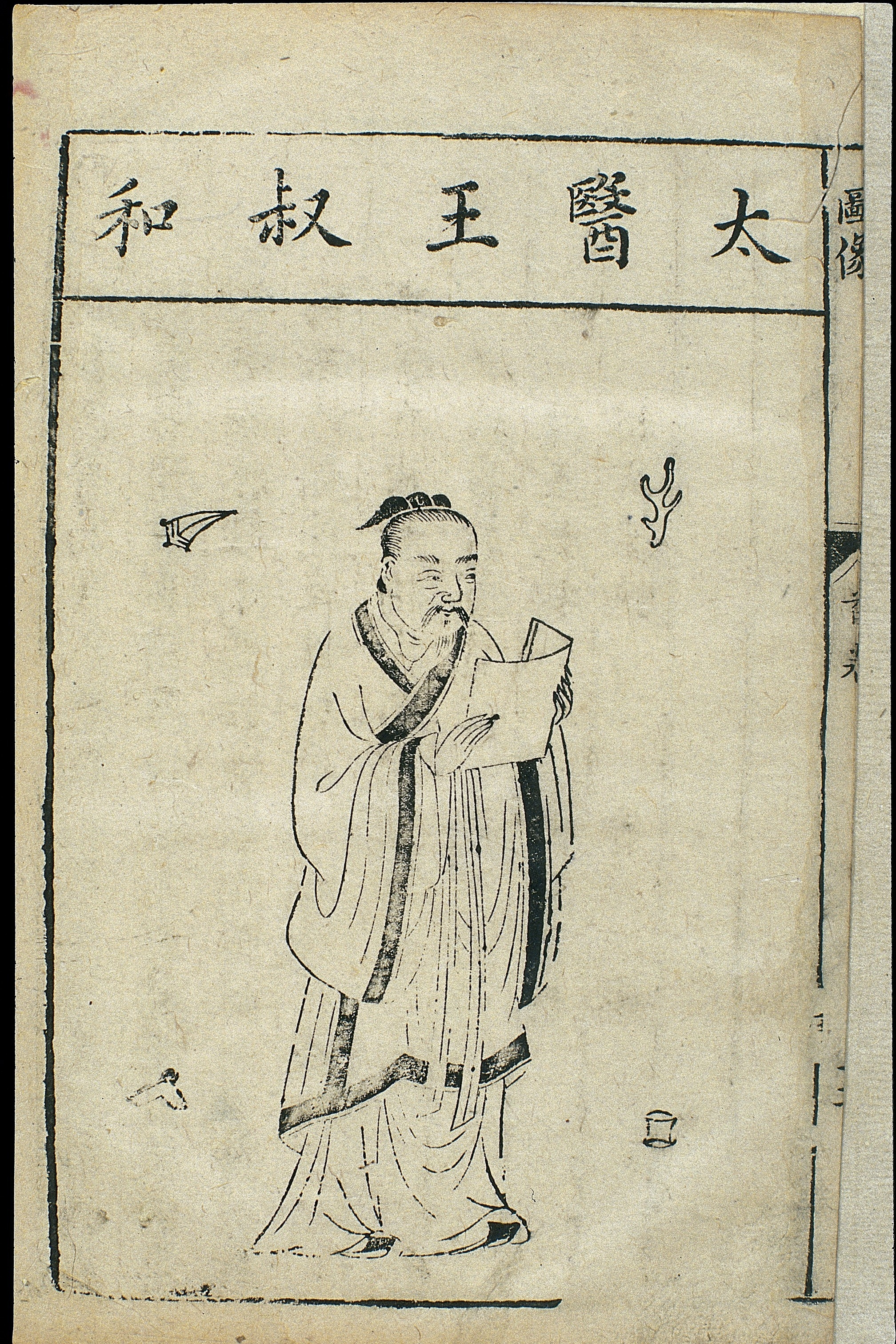
万历刻本《本草蒙筌》卷首载“历代名医图”中的王叔和像，转绘自《医学源流》

王叔和（210年？—258年？），名熙，高平（治今山东菏泽市巨野县东南）人，西晉医学家。

## 生平
個性沉靜，博通經方，早年随族南下荆襄投奔王粲，与名醫張仲景弟子卫汛要好，晉武帝時為太醫令。晚年寓居麻城。
王叔和在中國醫學史上的重要貢獻有兩項：第一是整理編輯張仲景的《傷寒雜病論》，并重新編次成書。第二是撰寫中國醫學文獻中第一部專門講求脈法的著作－《脈經》。另著有《金匮玉函》八卷、《脉诀》四卷、《脉赋》三卷、《孩子脉论》一卷、《脉诀机要》三卷等。
現代學者如劉渡舟認為王叔和可能是張仲景的弟子。